# Dado Pršo
Miladin „Dado“ Pršo [ˈdaːdɔ ˈprʃɔ] (* 5. November 1974 in Zadar, SFR Jugoslawien) ist ein ehemaliger kroatischer Fußballspieler.

## Sportlicher Werdegang
Pršos Karriere begann bei Pazinka Pazin und Hajduk Split in Kroatien. 1993 ging er nach Frankreich, wo er zunächst bei unterklassigen Clubs wie Stade Raphaëlois und FC Rouen spielte. 1997/98 wechselte er zur AC Ajaccio auf Korsika, von wo aus er zwei Jahre später zum AS Monaco wechselte. In der UEFA Champions League 2003/04  drang er mit Monaco bis in das Finale vor und erzielte im Wettbewerb sieben Tore, vier davon alleine am 5. November 2003, seinem 29. Geburtstag, beim 8:3 gegen Deportivo La Coruña, zu diesem Zeitpunkt ein Rekord für die meisten erzielten Tore eines Spielers in einem Champions-League-Spiel. Der Rekord wurde von Lionel Messi, der fünf Tore gegen Bayer 04 Leverkusen erzielte, gebrochen. Ab der Saison 2004/05 bis zu seinem Karriereende 2006/07 spielte Pršo für die Glasgow Rangers in Schottland.
Dado Pršo kam erst 2003 mit relativ hohem Alter in die kroatische Nationalmannschaft. Er stand im Kader der Kroaten bei der WM 2006. Er trat nach der WM im Juli 2006 aus der Nationalmannschaft zurück und beendete im darauffolgenden Jahr nach einer weiteren Verletzung seine Karriere endgültig.